# St. James (circonscription électorale provinciale)
Pour les articles homonymes, voir Saint-James.
Circonscription électorale provinciale du Canada
St. James est une circonscription électorale provinciale du Manitoba (Canada). La circonscription a été représentée à l'Assemblée législative de 1870 à 1879 et depuis 1958.
Les circonscriptions limitrophes sont Lakeside au nord, Notre Dame au nord-est, Wolseley à l'est, Tuxedo au sud et Assiniboia et Kirkfield Park à l'ouest.

## Liste des députés

### 1870 - 1879
| St. James | St. James         | St. James                 | St. James   | St. James   | St. James |
| Nom       | Nom               | Parti                     | Mandat      | Législature |           |
| --------- | ----------------- | ------------------------- | ----------- | ----------- | --------- |
|           | Edwin Bourke      | Canadian Party/Opposition | 1870 - 1874 | 1re         |           |
|           | Edwin Bourke      | Indépendant               | 1874 - 1878 | 2e          |           |
|           | David Marr Walker | Gouvernement/Conservateur | 1878 - 1879 | 3e          |           |

### Depuis 1958
| St. James | St. James           | St. James                 | St. James      | St. James   | St. James |
| Nom       | Nom                 | Parti                     | Mandat         | Législature |           |
| --------- | ------------------- | ------------------------- | -------------- | ----------- | --------- |
|           | Douglas Stanes      | Progressiste-conservateur | 1958 - 1959    | 25e         |           |
|           | Douglas Stanes      | Progressiste-conservateur | 1959 - 1962    | 26e         |           |
|           | Douglas Stanes      | Progressiste-conservateur | 1962 - 1966    | 27e         |           |
|           | Douglas Stanes      | Progressiste-conservateur | 1966 - 1969    | 28e         |           |
|           | Alvin Mackling      | Néo-démocrate             | 1969 - 1973    | 29e         |           |
|           | George Minaker      | Progressiste-conservateur | 1973 - 1977    | 30e         |           |
|           | George Minaker      | Progressiste-conservateur | 1977 - 1981    | 31e         |           |
|           | Alvin Mackling      | Néo-démocrate             | 1981 - 1986    | 32e         |           |
|           | Alvin Mackling      | Néo-démocrate             | 1986 - 1988    | 33e         |           |
|           | Paul Edwards        | Libéral                   | 1988 - 1990    | 34e         |           |
|           | Paul Edwards        | Libéral                   | 1990 - 1995    | 35e         |           |
|           | MaryAnn Mihychuk    | Néo-démocrate             | 1995 - 1999    | 36e         |           |
|           | Bonnie Korzeniowski | Néo-démocrate             | 1999 - 2003    | 37e         |           |
|           | Bonnie Korzeniowski | Néo-démocrate             | 2003 - 2007    | 38e         |           |
|           | Bonnie Korzeniowski | Néo-démocrate             | 2007 - 2011    | 39e         |           |
|           | Deanne Crothers     | Néo-démocrate             | 2011 - 2016    | 40e         |           |
|           | Scott Johnston      | Progressiste-conservateur | 2016 - 2019    | 41e         |           |
|           | Adrien Sala         | Néo-démocrate             | 2019 - 2023    | 42e         |           |
|           | Adrien Sala         | Néo-démocrate             | 2023 - présent | 43e         |           |